# Campodorus pervicax
Campodorus pervicax là một loài tò vò trong họ Ichneumonidae.